# Diofior
Diofior ist eine städtische Gemeinde (commune) im Département Fatick der Region Fatick, gelegen im zentralen Westen Senegals. 

## Geographische Lage
Diofior liegt im Südwesten des Départements Fatick und, 29 Kilometer von der Petite-Côte bei Joal-Fadiouth entfernt, am nordwestlichen Rand des Saloumdeltas, das von hier noch weiter nach Norden ausgreift und die Erreichbarkeit der Stadt auf einen einzigen nach Norden gerichteten Landkorridor beschränkt. Auch die Départementspräfektur Fatick ist so nur auf Umwegen erreichbar.
Das ausgedehnte Mündungsdelta des Saloum wird in dem flachen Küstenhinterland von der weit landeinwärts reichenden Gezeitenströmung landschaftlich geprägt, die aus dem Unterlauf des Saloum ein weit in die Breite verzweigtes unwegsames amphibisches System von Bolons, Inseln und Mangrovenwäldern geschaffen hat, das im Süden 70 Kilometer weit bis zur gambischen Grenze reicht.
Diofior liegt 33 Kilometer südwestlich der Départementspräfektur Fatick und 104 Kilometer südöstlich von Dakar. Das Gemeindegebiet hat eine Fläche von 5,917 km² und ist eine Enklave im Gebiet der ländlichen Gemeinde Djilasse, deren Hauptort sieben Kilometer nördlich der Stadt liegt.

## Geschichte
Das Dorf Diofior wurde im 19. Jahrhundert gegründet und war seit 1972 Hauptort einer Communauté rurale (Landgemeinde) gleichen Namens. 1990 erlangte Diofior den Status einer Commune (Stadt). Damit verbunden war die Ausgliederung des Stadtgebietes aus dem Gebiet der Landgemeinde, deren Hauptort und Namensgeber fortan das Dorf Djilasse war.

## Bevölkerung
Die letzten Volkszählungen ergaben jeweils folgende Einwohnerzahlen:
| Jahr | Einwohner |
| ---- | --------- |
| 1988 | 10.960    |
| 2002 | 8.388     |
| 2013 | 11.312    |
| 2023 | 12.795    |

## Verkehr
Diofior liegt abseits des Netzes der Nationalstraßen. Eine 28 Kilometer lange asphaltierte Piste, die auf halbem Weg zwischen Mbour und Fatick bei Thiadiaye von der N 1 nach Süden abzweigt, verbindet die Stadt mit dem Rest des Landes. Hinter der Ortsdurchfahrt Diofior führt die Piste weiter bis Fimela und endet in dem touristisch geprägten Ort Ndangane Campement am Ufer des Marigot de Guilor.
Dort, 11 Kilometer südlich von Diofior, ist auch ein Flugplatz mit einer 1100 Meter langen Piste vorhanden.

## Städtepartnerschaften
- Panazol, Frankreich[10]